# Nadia Boulanger
Nadia Boulanger (født 16. september 1887, død 22. oktober 1979) var en fransk komponist musikpædagog, organist og dirigent.
Som lærer i musikteori og komposition, har hun øvet stor indflydelse på den yngre generation. Til hendes meget kendte elever hører franskmanden Jean Francaix, amerikanerne Aaron Copland, Walter Piston, Randall Thompson og Leonard Bernstein, russeren Igor Stravinsky, schweizeren Conrad Beck, tjekken Karel Husa, israeleren Daniel Barenboim, brasilianeren Egberto Gismonti og danskeren Poul Rovsing Olsen. Hun var søster til komponisten Lili Boulanger (1893-1918).